# Punishment
Pour plus de détails, voir Fiche technique et Distribution.
Punishment (Down the Road ou Slasher in the Woods titre original ou Nobody Gets Out Alive titre DVD) est un film américain écrit et réalisé par Jason Christopher, sorti en 2012.

## Fiche technique
- Titre original : Down the Road ou Slasher in the Woods / Nobody Gets Out Alive (titre DVD)
- Titre français : Punishment
- Réalisation et scénario : Jason Christopher ; Steve Nguyen (assistant)
- Photographie : Joseph Hennigan
- Montage : Jason Christopher et Matthew Lauyer
- Musique : Gene Micofsky
- Production : Jason Christopher et Deven Lobascio
- Sociétés de production : Team Spontaneous Pictures, Kphat Productions, Imagination Worldwide
- Sociétés de distribution : Image Entertainment (États-Unis - cinéma et DVD) ; Entertainment One (Canada, tous médias) ; Emylia (France, tous médias)
- Pays d'origine :  États-Unis
- Langue originale : anglais
- Format : couleur - 35 mm - 1,78:1 - son Dolby Digital
- Genre : Thriller, horreur
- Durée : 77 minutes
- Dates de sortie : 
  - États-Unis : 27 octobre 2012[1] (unique sortie à Détroit, Michigan) ; 26 février 2013[1] (en DVD)
  - France : 5 mars 2013[2] (sorti directement en DVD)
- Public[3] : thème abordé dans le film Violence, nudité et gore classifiant celui-ci dans certains pays :
  - Allemagne : interdit aux moins de 16 ans
  - Nouvelle-Zélande : interdit aux moins de 18 ans
  - États-Unis : Not Rated[4]

Source : IMDb

## Distribution
- Jen Dance (V. F. : Isabelle Volpe) : Jenn
- David J. Bonner (V. F. Grégory Laisné) : Deron
- Shaun Paul Costello : Mike
- Chelsey Garner : Michelle
- Matthew Nadu : Danny
- Chris Ready (V. F. : Frédéric Souterelle) : Jared
- Nikki Bell : Angie
- Brian Gallagher (V.F. : Frédéric Souterelle) : Hunter Isth
- Clint Howard (V. F. : Gwen Lebret) : Dr Owen
- Noam Harary : Brandon
- Brenton Scott (V. F. : Jean-Pierre Leblan) : Brenton Johnson, le journaliste

Source et légende : Version française (V. F.) sur RS Doublage